# ジャージーデビルの大冒険
『ジャージーデビルの大冒険』（Jersey Devil）は、カナダのBehaviour Interactiveが開発した、プレイステーションとMicrosoft Windows用のアクションゲーム。まず、1997年12月12日にヨーロッパでOcean Softwareから発売され、1998年5月31日にアメリカでソニー・コンピュータエンタテインメント アメリカ（SCEA）から発売された。日本ではプレイステーション版がコナミコンピュータエンタテインメントジャパンのプロデュースの元、1999年6月24日にコナミから発売された。

## ゲーム内容
ジャージー・デビルがモデルのキャラクターが主人公の3Dアクションゲーム。
ハロウィンのジャージータウンを舞台に、ジャージータウンを暗黒の世界にしようと画策を企む悪の科学者Dr. ナーフと、彼が作り出した数々のモンスター達の野望を食い止める為、正義の悪魔ジャージー・デビルがナーフ退治に立ち向かう。
ゲームの舞台となるジャージータウンのワールドには街の中心となるジャージースクウェアから始まる。ジャージースクウェアから最初に行けるイカレ博物館、クリアして行くと下水道、中央公園、廃品処理場、共同墓地のワールドのステージに入る事が出来、攻略してステージを進んでいく。各ワールドのニトロ箱破壊による現在パワーレベルや、救出した子供の人質の数、次のエリアに進むための5色のコイン獲得、TNT箱破壊やボーナスアイテムのカボチャの獲得数など、各ワールドの100%のクリア達成率によって、隠しワールドのステージも存在し行くことが出来る。
また、オープニング映像は海外版、日本版共に異なる。